# Gaëtan Haas
Gaëtan Haas (Bonfol, 31 gennaio 1992) è un hockeista su ghiaccio svizzero.

## Carriera
Dalla stagione 2009-10 alla stagione 2016-17, eccezion fatta che per un periodo nell'HC Ajoie (2010-11), ha vestito la maglia dell'EHC Biel. Dal 2017-18 gioca nell'SC Bern, mentre nella stagione 2019-20 passa agli Edmonton Oilers, con cui debutta in NHL.
Con la nazionale svizzera ha conquistato la medaglia d'argento ai campionati mondiali nel 2018.

## Palmarès

### Mondiali
- 1 medaglia:
  - 1 argento (Danimarca 2018)